# Chrysler Valiant
Chrysler Valiant — серия моделей от компании Chrysler Australia (CA).
Автомобиль производился с 1962 по 1981.

## 1-е поколение (1962—1963)
1-е поколение было на базе Plymouth Valiant.
Компания Chrysler Australia привезла американский Valiant в Австралию в 1960 году для испытаний. Переоборудование под правостороннее движение оказалось сложным, так как рядный шестицилиндровый двигатель был установлен под небольшим углом вправо.
Серийная модель, Chrysler Valiant серии R, была официально представлена в январе 1962 года в присутствии тогдашнего премьер-министра Австралии и вскоре после этого поступила в серийное производство, состоящее в основном из американских компонентов.
Valiant был хорошим компромиссом между не слишком громоздкими размерами и просторностью и сразу же был хорошо принят на австралийском рынке. Кузов, разработанный Вирджилом Экснером, был современным по стандартам того времени, но в то же время несколько игривым, вплоть до имитации кожуха запасного колеса в крышке багажника.
Первый Chrysler Valiant оснащался 145-сильной версией рядной шестерки Chrysler Slant Six объемом 3,7 литра. Конкуренты Holden и Ford предлагали только 75 и 85 л.с. соответственно. Варианты трансмиссии включали механическую трехступенчатую коробку передач с центральным рычагом или трехступенчатый автомат Chrysler TorqueFlite, управляемый кнопками справа на приборной панели. 
| Длина         | 4700 мм           |
| Ширина        | 1800 мм           |
| Высота        | 1400 мм           |
| Колёсная база | 106,5 ″ (2700 мм) |
| Масса         | 1250 кг           |

## 2-е поколение (1963—1965)
2-е поколение тоже было на базе Plymouth Valiant.
| Длина         | 4670 мм           |
| Ширина        | 1790 мм           |
| Высота        | 1350 мм           |
| Колёсная база | 2692 мм (106,0 ″) |

## 3-е поколение (1965—1968)
3-е поколение тоже было на базе Plymouth Valiant.
| Длина         | 4670 мм                                    |
| Ширина        | 1790 мм                                    |
| Высота        | 1350 мм                                    |
| Колёсная база | 2743 мм (108,0 ″) Scamp: 110,0 ″ (2794 мм) |

## 4-е поколение (1968—1969)
| Длина         | 4670 мм                                    |
| Ширина        | 1790 мм                                    |
| Высота        | 1350 мм                                    |
| Колёсная база | 2743 мм (108,0 ″) Scamp: 110,0 ″ (2794 мм) |

## 5-е поколение (1969—1971)
| Длина         | 4670 мм                                    |
| Ширина        | 1790 мм                                    |
| Высота        | 1350 мм                                    |
| Колёсная база | 2743 мм (108,0 ″) Scamp: 110,0 ″ (2794 мм) |

## 6-е поколение (1971—1974)
| Длина         | 4670 мм                                    |
| Ширина        | 1790 мм                                    |
| Высота        | 1350 мм                                    |
| Колёсная база | 2743 мм (108,0 ″) Scamp: 110,0 ″ (2794 мм) |

## 7-е поколение (1974—1976)
| Длина         | 4670 мм                                    |
| Ширина        | 1790 мм                                    |
| Высота        | 1350 мм                                    |
| Колёсная база | 2743 мм (108,0 ″) Scamp: 110,0 ″ (2794 мм) |

## 8-е поколение (1976—1981)
| Длина         | 4670 мм                                    |
| Ширина        | 1790 мм                                    |
| Высота        | 1350 мм                                    |
| Колёсная база | 2743 мм (108,0 ″) Scamp: 110,0 ″ (2794 мм) |